# My Plague
My Plague é uma canção da banda norte-americana de nu metal Slipknot. Nesta música Corey Taylor ataca claramente aqueles que são o que ele chama de poser ou follower. Ela foi usada no filme  Resident Evil.

## Recepção crítica
"My Plague" recebeu críticas mistas de críticas. Tom Dunne da revista Hot Press saudou a música como "estúpido, encenada, ridícula e risível por cima", afirmanddo fazer uma escuta essencial. William Ruff, da Playlouder e John Mulvey, da Dotmusic ambos elogiaram a letra da música, especialmente no trecho "You fucking touch me I will rip you apart/I'll reach in and take a bite out of that shit you call a heart" Esta frase, no entanto, foi criticada por Tom Sinclair de Entertainment Weekly como não criativa.